# ATC (A01)
Jest to część klasyfikacji anatomiczno-terapeutyczno-chemicznej:
- A – Przewód pokarmowy i metabolizm
  - A 01 – Preparaty stomatologiczne
  - A 02 – Leki stosowane w chorobach związanych z nadmierną kwasowością soku żołądkowego
  - A 03 – Leki stosowane w czynnościowych zaburzeniach przewodu pokarmowego
  - A 04 – Leki przeciwwymiotne i przeciw nudnościom
  - A 05 – Leki stosowane w chorobach dróg żółciowych i wątroby
  - A 06 – Leki przeczyszczające
  - A 07 – Leki przeciwbiegunkowe, przeciwzapalne i przeciwdrobnoustrojowe stosowane w chorobach przewodu pokarmowego
  - A 08 – Leki przeciw otyłości z wyłączeniem preparatów dietetycznych
  - A 09 – Leki poprawiające trawienie (włącznie z enzymami)
  - A 10 – Leki stosowane w cukrzycy
  - A 11 – Witaminy
  - A 12 – Preparaty uzupełniające niedobór składników mineralnych
  - A 13 – Leki wzmacniające
  - A 14 – Leki anaboliczne do stosowania ogólnego
  - A 15 – Leki zwiększające apetyt
  - A 16 – Inne leki działające na przewód pokarmowy i metabolizm

## A 01 A – Preparaty stomatologiczne
- A 01 AA – Preparaty zapobiegające próchnicy
  - A 01 AA 01 – fluorek sodu
  - A 01 AA 02 – monofluorofosforan sodu
  - A 01 AA 03 – olaflur
  - A 01 AA 04 – fluorek cyny(II)
  - A 01 AA 30 – połączenia
  - A 01 AA 51 – fluorek sodu w połączeniach
- A 01 AB – Leki przeciwinfekcyjne i odkażające do stosowania miejscowego w jamie ustnej
  - A 01 AB 02 – nadtlenek wodoru
  - A 01 AB 03 – chlorheksydyna
  - A 01 AB 04 – amfoterycyna B
  - A 01 AB 05 – polinoksylina
  - A 01 AB 06 – domifen
  - A 01 AB 07 – oksychinolina
  - A 01 AB 08 – neomycyna
  - A 01 AB 09 – mikonazol
  - A 01 AB 10 – natamycyna
  - A 01 AB 11 – różne
  - A 01 AB 12 – heksetydyna
  - A 01 AB 13 – tetracyklina
  - A 01 AB 14 – chlorek benzoksonium
  - A 01 AB 15 – jodek tibezonium
  - A 01 AB 16 – mepartrycyna
  - A 01 AB 17 – metronidazol
  - A 01 AB 18 – klotrimazol
  - A 01 AB 19 – nadboran sodu
  - A 01 AB 21 – chlortetracyklina
  - A 01 AB 22 – doksycyklina
  - A 01 AB 23 – minocyklina
  - A 01 AB 24 – oktenidyna
  - A 01 AB 25 – oksytetracyklina
  - A 01 AB 53 – chlorheksydyna z połączeniu z chlorkiem cetylopirydyniowym
- A 01 AC – Kortykosteroidy do miejscowego stosowania w jamie ustnej
  - A 01 AC 01 – triamcynolon
  - A 01 AC 02 – deksametazon
  - A 01 AC 03 – hydrokortyzon
  - A 01 AC 04 – prednizolon
  - A 01 AC 54 – prednizolon w połączeniach
- A 01 AD – Inne leki do miejscowego stosowania w jamie ustnej
  - A 01 AD 01 – adrenalina
  - A 01 AD 02 – benzydamina
  - A 01 AD 05 – kwas acetylosalicylowy
  - A 01 AD 06 – adrenalon
  - A 01 AD 07 – amleksanoks
  - A 01 AD 08 – bekaplermin
  - A 01 AD 11 – różne